# علامة تسجيل

تسجيل غير متطابق لعدم محاذات الموضع للألوان المتداخلة

تسجيل صحيح متطابق

علامة التسجيل في الطباعة الملونة، أو علامات تسجيل الطباعة هو وضع طبقات من الأنماط المطبوعة لتشكيل نمط متعدد الألوان. ويظهر خطأ التسجيل وهو ”عدم محاذاة الموضع في الأنماط المتداخلة.“ تؤثر مكونات الآلة الطابعة مثل أسطوانة الطباعة ومجموعة شفرات الطبع وألواح الطباعة والضغط والاحتكاك وغير ذلك على تسجيل آلة الطبع. يمكن أن تتسبب التناقضات بين هذه المكونات في خروج آلة الطباعة عن التسجيل؛ وعندها سيبدأ مشغلو آلة الطباعة في رؤية عيوب في الطباعة. هناك العديد من الطرق المختلفة لتحقيق التسجيل السليم، ويستخدم العديد منها محاذاة علامات التسجيل (في الصورة على اليسار). لقد ركب العديد من مصنعي المطابع أنظمة تسجيل آلية لمساعدة العامل المشغل في إعادة الطباعة إلى المحاذاة الصحيحة.

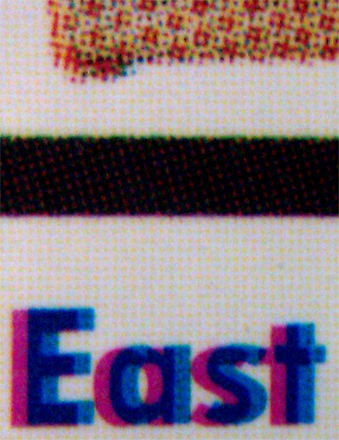
تسجيل آخر غير متطابق لعدم محاذات الموضع للألوان المتداخلة

## الغاية من علامة التسجيل
عند طباعة صورة أو حزمة من نوع ما تحتوي على أكثر من لون واحد، من الضروري طباعة كل لون على حدة والتأكد من تداخل كل لون مع الألوان الأخرى بدقة. إذا لم يحدث ذلك، ستبدو الصورة النهائية مشوشة أو غير واضحة أو ”خارج السجل“ (انظر الصورة على اليسار). إذا كانت واحدة أو أكثر من وحدات الطباعة أو اللوحة أو أي مكون طباعة آخر خارج التسجيل، فقد تكون النتيجة طباعة ألوان في مناطق خاطئة أو طباعة زائدة أو مساحة بيضاء. ولكن مع التسجيل الصحيح، لن تكون هناك مساحة بيضاء أو ألوان خارج الهامش أو تداخل مربك للصور في الطباعة. ولجعل اصطفاف الألوان بشكل متطابق صحيح، فمن الضروري وجود نظام علامات تسجيل.

## التسجيل باللون الأسود
في الطباعة، التسجيل الأسود هو لون أسود يتضمن 100% من كل لون من ألوان العملية المستعملة. عادة ما تكون هذه الألوان سماوية وأرجوانية وصفراء وسوداء (CMYK)، ولكن إذا استعملت ألوان مختلفة، تظهر علامات سوداء للتسجيل ناتجة من المزج مع جميع الألوان (الأحبار).

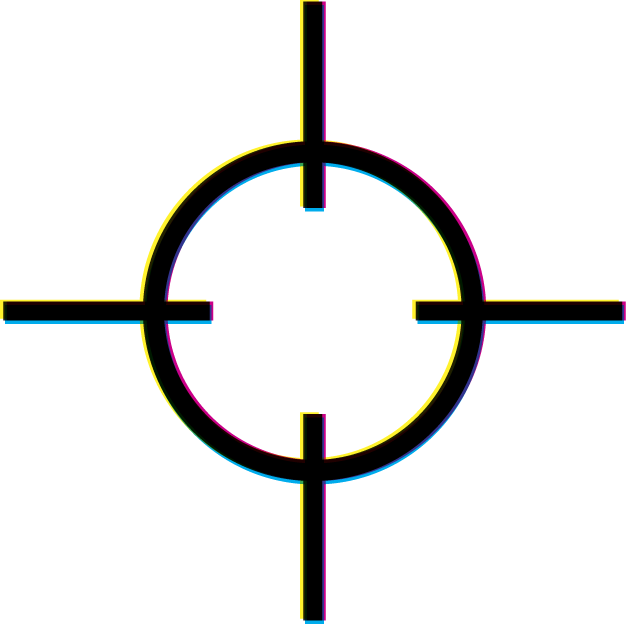
علامة تسجيل سوداء

علامات تسجيل

يستعمل اللون الأسود للتسجيل لطباعة علامات الاقتصاص وعلامات التسجيل. عندما يجري اختبار لكل لون على قطع منفصلة من الفيلم، فإن استخدام التسجيل الأسود يجعل علامات الاقتصاص مرئية على جميع القنوات، مما يوفر مرجعا مفيدا للمحاذاة. يمكن أيضا استخدام خط رفيع مطبوع باللون الأسود للتحقق مما إذا كانت لوحات الطباعة على محاذاة واحدة أم لا.

## بوست سكريبت PostScript
تدعم لغات وصف طابعات (بوست سكريبت PostScript) التسجيل باللون الأسود، بدءًا من مستوى لغة بوست سكريبت 2. يتم ذلك عن طريق الإشارة إلى اللون الموضعي بالاسم الخاص الكل (All). لا ينشئ هذا أبدًا لوحة موضعية. بدلاً من ذلك فإنه يحدد جميع اللوحات الموجودة. يمكن استخدام مساحة ألوان الكل مع قيمة صبغة تتراوح بين 0.0 (بدون علامة) إلى 1.0 (كثافة كاملة). بشكل عام، سيتم استخدام 1.0 فقط.
قد لا يتم استخدام اسم الكل (All) في واجهة المستخدم لبرنامج التصميم، خاصة خارج المناطق الناطقة باللغة الإنجليزية. ومع ذلك، يجب أن يحمل اللون الموضعي الاسم الدقيق الكل (All). كأثر جانبي، ومن المستحيل في بوست سكريبت إنشاء لوحة موضعية عادية بهذا الاسم.

## PDF
إن تنسيق المستند المحمول (PDF) يتضمن أيضًا لونًا موضعيًا يسمى الكل، بنفس القيود، بدءًا من PDF 1.2. لاحظ أن اللون الموضعي لملف PDF يجب أن يتضمن أيضًا ”تحويل الصبغة“ الذي يترجم القيم الموضعية إلى مساحة لونية مختلفة للعرض على الشاشة، أو الطباعة إلى الطابعات التي لا تدعم الألوان الموضعية. لا توجد قاعدة خاصة لاسم الكل (All)، لذلك يجب على منشئي ملفات PDF تضمين تحويل صبغة يتحول إلى اللون الأسود في مساحة لونية ما، من أجل الحفاظ على نفس مظهر القطعة المطبوعة النهائية.

## معرض الصور

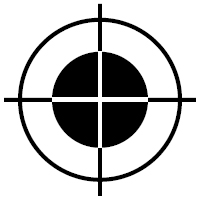
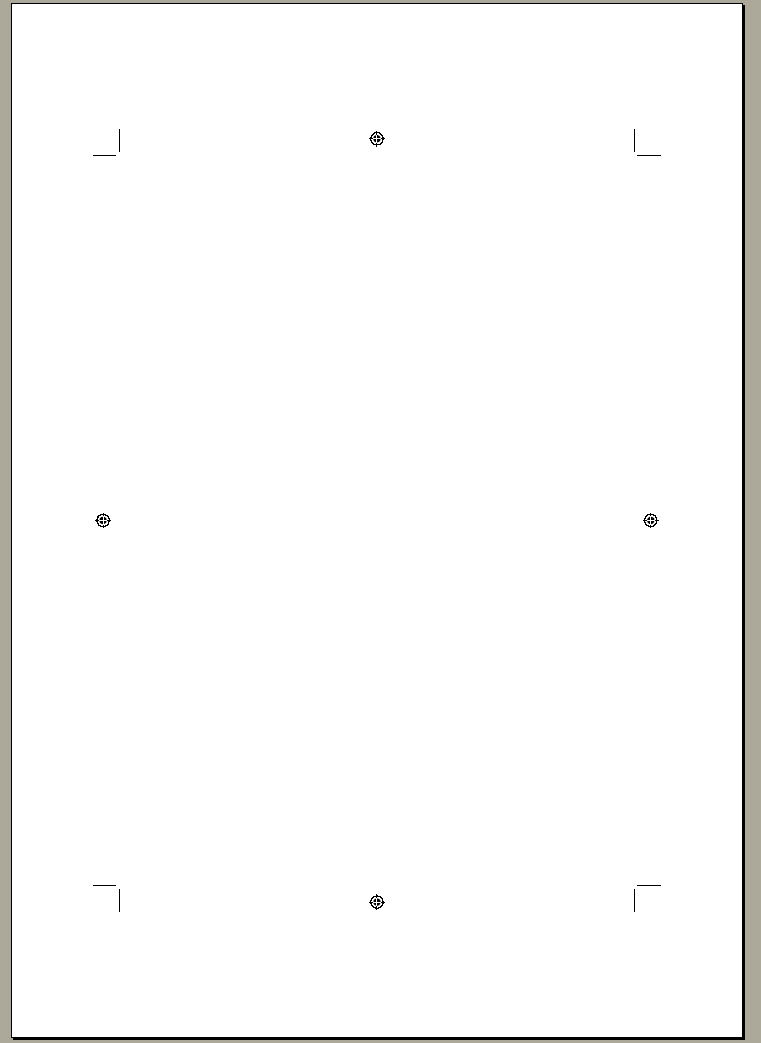
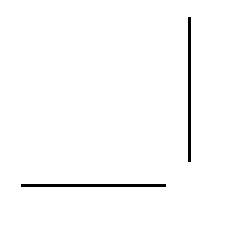